# Classement mondial UCI 2018
Navigation
Édition précédente Édition suivante
Le Classement mondial UCI 2018 est la troisième édition du Classement mondial UCI. Ce classement est utilisé par l'Union cycliste internationale depuis le 10 janvier 2016, pour classer les coureurs cyclistes sur route masculins. Il tient compte des résultats des 52 dernières semaines selon un barème précis. Un classement par pays est également calculé.

## Règlement
Les classements sont mis à jour chaque lundi à 17 h HEC et comprennent les résultats enregistrés jusqu'à 9 h HEC le jour de la mise à jour. Si un lundi est un jour férié statutaire en Suisse, alors la publication aura lieu le jour ouvrable suivant. À noter que le classement ne prend en compte qu'un championnat du monde et continental. Si un de ces championnats est organisé avant ou après les 52 semaines suivant la précédente édition, seule l'édition la plus récente est prise en compte. Dans le cas où un championnat n'est pas organisé durant une saison, alors les points sont valables 52 semaines.

## Évolution
Le champion olympique Greg Van Avermaet occupe la tête du classement mondial depuis le 9 avril 2017. La Belgique est à la première place du classement par pays depuis le 23 octobre 2017. Le 28 janvier 2018, l'Italie reprend la tête du classement par nations pour 15 points. La Belgique et l'Italie alternent leur position durant 4 semaines. L'Italie prend la tête le 25 février 2018, alors que Christopher Froome devient numéro 1 mondial le 4 mars 2018, bénéficiant des points non conservés par Van Avermaet par rapport au début de saison 2017. Le 15 avril 2018, Peter Sagan récupère la première place du classement, à l'issue de l'Amstel Gold Race qu'il termine à la quatrième place. Le 27 mai 2018, à la faveur de sa victoire sur le Tour d'Italie, Christopher Froome récupère la première place. Il est alors le tenant du titre des trois grands tours. Le 22 juillet, à l'issue du Tour de France, Peter Sagan devient à nouveau le leader du classement. Le 9 septembre, après les classiques canadiennes, la Belgique récupère la première place devant l'Italie et le France. Le 23 septembre, peu après le Tour d'Espagne, Alejandro Valverde devient le nouveau numéro un mondial. Il devance d'une centaine de points Elia Viviani et Julian Alaphilippe. Sagan recule à la cinquième place. Le 30 septembre, Valverde devient champion du monde et augmente son avance de plus de 600 points sur son dauphin Alaphilippe. Au mois d'octobre, après les dernières courses World Tour, Valverde cumule 4168 points, soit plus de 1000 points d'avance sur son dauphin Simon Yates, récent lauréat du classement UCI World Tour.
À la clôture des classements, le 21 octobre 2018, Valverde et la Belgique sont consacrés numéro un.
| # | Coureur            | Début      | Fin        | Semaine(s) |
| - | ------------------ | ---------- | ---------- | ---------- |
| 1 | Greg Van Avermaet  | 29/10/2017 | 03/03/2018 | 18         |
| 2 | Christopher Froome | 04/03/2018 | 14/04/2018 | 6          |
| 3 | Peter Sagan        | 15/04/2018 | 26/05/2018 | 6          |
| 4 | Christopher Froome | 27/05/2018 | 21/07/2018 | 8          |
| 5 | Peter Sagan        | 22/07/2018 | 22/09/2018 | 9          |
| 6 | Alejandro Valverde | 23/09/2018 | 21/10/2018 | 5          |

| # | Pays     | Début      | Fin        | Semaine(s) |
| - | -------- | ---------- | ---------- | ---------- |
| 1 | Belgique | 29/10/2017 | 27/01/2018 | 13         |
| 2 | Italie   | 28/01/2018 | 03/02/2018 | 1          |
| 3 | Belgique | 04/02/2018 | 10/02/2018 | 1          |
| 4 | Italie   | 11/02/2018 | 17/02/2018 | 1          |
| 5 | Belgique | 18/02/2018 | 24/02/2018 | 1          |
| 6 | Italie   | 25/02/2018 | 08/09/2018 | 28         |
| 7 | Belgique | 09/09/2018 | 21/10/2018 | 7          |

## Classements 2018
L'UCI considère que les classements pour l'année 2018 sont calculés du 29 octobre 2017 au 21 octobre 2018.
| Classement UCI (individuel) définitif | Classement UCI (individuel) définitif | Classement UCI (individuel) définitif | Classement UCI (individuel) définitif | Classement UCI (individuel) définitif | Classement UCI (individuel) définitif | Classement UCI (individuel) définitif |
| #                                     | Coureur                               | Pays                                  | Équipe                                | Points                                | Précédent                             | Évolution                             |
| ------------------------------------- | ------------------------------------- | ------------------------------------- | ------------------------------------- | ------------------------------------- | ------------------------------------- | ------------------------------------- |
| 1                                     | Alejandro Valverde                    | Espagne                               | Movistar                              | 4168                                  | 1                                     | en stagnation                         |
| 2                                     | Simon Yates                           | Grande-Bretagne                       | Mitchelton-Scott                      | 3160                                  | 2                                     | en stagnation                         |
| 3                                     | Elia Viviani                          | Italie                                | Quick-Step Floors                     | 3106                                  | 3                                     | en stagnation                         |
| 4                                     | Peter Sagan                           | Slovaquie                             | Bora-Hansgrohe                        | 3092                                  | 4                                     | en stagnation                         |
| 5                                     | Julian Alaphilippe                    | France                                | Quick-Step Floors                     | 2991.12                               | 5                                     | en stagnation                         |
| 6                                     | Geraint Thomas                        | Grande-Bretagne                       | Sky                                   | 2777.25                               | 6                                     | en stagnation                         |
| 7                                     | Greg Van Avermaet                     | Belgique                              | BMC Racing                            | 2744.47                               | 7                                     | en stagnation                         |
| 8                                     | Tom Dumoulin                          | Pays-Bas                              | Sunweb                                | 2693.86                               | 8                                     | en stagnation                         |
| 9                                     | Tim Wellens                           | Belgique                              | Lotto-Soudal                          | 2663                                  | 9                                     | en stagnation                         |
| 10                                    | Romain Bardet                         | France                                | AG2R La Mondiale                      | 2545                                  | 10                                    | en stagnation                         |

| Classement UCI (par pays) définitif | Classement UCI (par pays) définitif | Classement UCI (par pays) définitif | Classement UCI (par pays) définitif | Classement UCI (par pays) définitif |
| #                                   | Pays                                | Points                              | Précédent                           | Évolution                           |
| ----------------------------------- | ----------------------------------- | ----------------------------------- | ----------------------------------- | ----------------------------------- |
| 1                                   | Belgique                            | 14502.02                            | 1                                   | en stagnation                       |
| 2                                   | France                              | 13628.12                            | 2                                   | en stagnation                       |
| 3                                   | Italie                              | 12142.76                            | 4                                   | +1                                  |
| 4                                   | Espagne                             | 11942.06                            | 3                                   | -1                                  |
| 5                                   | Pays-Bas                            | 11451.44                            | 5                                   | en stagnation                       |
| 6                                   | Grande-Bretagne                     | 10585.45                            | 6                                   | en stagnation                       |
| 7                                   | Colombie                            | 9470.66                             | 7                                   | en stagnation                       |
| 8                                   | Australie                           | 8339.98                             | 8                                   | en stagnation                       |
| 9                                   | Danemark                            | 6984.03                             | 9                                   | en stagnation                       |
| 10                                  | Allemagne                           | 6859.14                             | 10                                  | en stagnation                       |